# إيما وايت
إيما وايت (بالإنجليزية: Emma White) هي دراجة أمريكية، ولدت في 23 أغسطس 1997 في داونيسبورغ في الولايات المتحدة.

## وصلات خارجية
- إيما وايت على موقع الاتحاد الدولي للدراجات (الإنجليزية)
- إيما وايت على موقع أرشيف الدراجات (الإنجليزية)
- إيما وايت على موقع إحصائيات الدراجات الإحترافية (الإنجليزية)
- إيما وايت على موقع نسبة الدراجات (الإنجليزية)
- إيما وايت على موقع CycleBase (الإنجليزية)
- إيما وايت على موقع اللجنة الأولمبية الدولية (الإنجليزية)
- إيما وايت على موقع أوليمبيديا (الإنجليزية)